# Grand Comics Database
Grand Comics Database (сокращённо — GCD) — вики-база данных комиксов. В ней собирается информация об авторах, выпусках, сериях, сборниках, обложках, издательствах и другом, связанном с комиксами. GCD является некоммерческой организацией 501(c)(3), зарегистрированной в США (Арканзас). Проект был основан Бобом Кляйном и Тимом Строупом в 1994 году.

## Отзывы
Брайан Кронин из Comic Book Resources писал, что «по сути, это лучший сайт в Интернете для поиска информации о старых обложках и авторов комиксов».